# Maxime Monfort
Maxime Monfort (Bastogne, 14 gennaio 1983) è un dirigente sportivo ed ex ciclista su strada belga.
Passista-scalatore, capace di difendersi in salita e ottenere buone prestazioni a cronometro ha conquistato in carriera due brevi corse a tappe, il Tour de Luxembourg e il Bayern Rundfahrt oltre ad un titolo nazionale a cronometro. Il suo miglior risultato nella classifica generale di un Grande giro è stato il quinto posto alla Vuelta a España 2011.

## Palmarès

### Strada
- 2001 (Juniores)

1ª tappa Acht van Bladel (Bladel > Bladel)
- 2004 (Landbouwkrediet, due vittorie)

3ª tappa Tour de Luxembourg (Mersch > Lussemburgo
Classifica generale Tour de Luxembourg
- 2009 (Team Columbia, una vittoria)

Campionati belgi, Cronometro Elite
- 2010 (Team HTC, due vittorie)

4ª tappa Bayern Rundfahrt (Berching > Berching, cronometro)
Classifica generale Bayern Rundfahrt

#### Altri successi
- 2004 (Landbouwkrediet, due vittorie)

Classifica giovani Tour de Luxembourg
Classifica giovani Ronde van Nederland
- 2005 (Landbouwkrediet, una vittoria)

Classifica giovani Étoile de Bessèges
- 2011 (Team Leopard-Trek, una vittoria)

1ª tappa Vuelta a España (Benidorm, cronosquadre)

## Piazzamenti

### Grandi Giri
- Giro d'Italia

2006: 33º
2014: 14º
2015: 11º
2016: 15º
2017: 13º
- Tour de France

2008: 22º
2009: 27º
2010: 52º
2011: 29º
2012: 16º
2013: 14º
2019: 142º
- Vuelta a España

2007: 11º
2011: 5º
2012: 16º
2014: 16º
2015: 27º
2016: 16º
2017:  non partito (18ª tappa)
2018: 42º

### Classiche monumento
- Milano-Sanremo

2008: 108º
2009: 110º
2010: ritirato
2013: 44º
- Liegi-Bastogne-Liegi

2004: ritirato
2005: 76º
2007: 63º
2008: 61º
2009: 35º
2010: 86º
2011: 59º
2012: 27º
2013: 81º
2018: ritirato
2019: 69º
- Giro di Lombardia

2004: 37º
2006: 47º
2007: 26º
2008: 31º
2009: 35º
2010: 19º
2011: ritirato
2013: ritirato
2014: 51º
2015: 36º
2016: ritirato
2017: ritirato
2018: ritirato

### Competizioni mondiali
- Campionati del mondo

Lisbona 2001 - In linea Juniores: 16°
Hamilton 2003 - In linea Under-23: 17°
Verona 2004 - In linea Elite: ritirato
Stoccarda 2007 - In linea Elite: 64º
Varese 2008 - In linea Elite: ritirato
Mendrisio 2009 - In linea Elite: 89º
Toscana 2013 - In linea Elite: ritirato
Ponferrada 2014 - Cronosquadre: 22°
- Giochi olimpici

Pechino 2008 - Cronometro: 26°
Pechino 2008 - Gara in linea: ritirato

### Competizioni europee
- Campionati europei

Atene 2003 - In linea Under-23: 28°